# Royal Stone
Royal Stone (ロイアルストーン 開かれし時の扉), également appelé Royal Stone: Hirakareshi Toki no Tobira, est un jeu vidéo de stratégie au tour par tour et de rôle tactique sorti exclusivement sur Game Gear le 24 février 1995, uniquement au Japon. Le jeu a été développé et édité par Sega.
Il s'agit de la suite de Crystal Warriors, également sorti sur Game Gear en 1991.
Le jeu a été réédité en 2020 sur Game Gear micro.

## Équipe de développement
Source :  Guardiana
- Développeur : Kugatsu Hime